# 克里斯汀·卡瑪格
克里斯汀·卡瑪格（英語：Christian Camargo，1971年7月7日—），原姓明尼克（英語：Minnick），是一名美国男演員、電影導演、編劇和監製。他知名於在Showtime犯罪劇情電視劇《嗜血法医》（2006—2007，2011年）中飾演魯迪·庫柏／布萊恩·莫澤、在戰爭驚悚片《危機倒數》（2008年）中飾演約翰·坎布里奇中校（Lieutenant Colonel John Cambridge）以及在浪漫奇幻片《吸血新世紀4：破曉傳奇上集》（2011年）和《吸血新世紀4：破曉傳奇下集》（2012年）中飾演以利亞撒·迪納利（Eleazar Denali）。

## 早年生活和教育
克里斯汀·卡瑪格原名克里斯汀·明尼克，1971年7月7日出生於美国纽约，他的母親是女演員維多利亞·溫德姆，外祖父則是已故男演員雷夫·卡瑪格。
卡瑪格在1992年畢業於霍巴特學院並取得歷史文學士學位，他曾是學院的袋棍球隊成員。從霍巴特學院畢業後，他在茱莉亞學院進修獲得学士后文凭，隨後前往英国伦敦加入莎士比亚环球剧场位於南岸的首個劇團並在那裡工作了兩年。

### 改名
克里斯汀·卡瑪格的已故外祖父雷夫·卡瑪格曾是一名墨西哥裔美國演員，經常因身為拉丁裔而在演藝行業受到歧視，他於是說服同樣想成為演員的女兒維多利亞改為盎格魯化的姓氏。克里斯汀後來決定將本來繼承自父親的姓氏明尼克改為外祖父的姓氏卡瑪格，表示他對自己的墨西哥裔美國人血統感到自豪。

## 職業生涯

### 舞臺劇
1996年6月，卡瑪格在戴拉寇特劇院公演的莎士比亞歷史劇《亨利五世》中飾演劍橋伯爵（Earl of Cambridge）和奧爾良公爵（Duke of Orléans），已故知名男演員安德魯·布瑞格則飾演標題角色亨利五世國王（King Henry V）。9—12月，他在百老匯皇家劇院公演的大衛·海爾戲劇《天窗》中飾演主角湯姆·薩金特（Tom Sergeant，由邁可·坎邦飾演）的18歲兒子愛德華·薩金特（Edward Sergeant）。2000年的11—12月，他在公共劇院製作的大衛·格林戲劇《基特·馬羅》（Kit Marlowe）中飾演標題角色——暱稱基特（Kit）的英國伊丽莎白时代剧作家克里斯托弗·馬洛（Christopher Marlowe）。
2008年10月—2009年1月，他在傑拉德·舍恩菲爾德劇院公演的百老匯重演亞瑟·米勒悲劇《吾子吾弟》中飾演一名成功的紐約律師喬治·狄佛（George Deever），後來與他一樣在《嗜血法医》中擔任反派的约翰·利思戈則飾演主角喬·凱勒（Joe Keller）。2009年的3—4月，他在新觀眾劇院製作的莎士比亞四大悲劇之一《哈姆雷特》中飾演標題角色哈姆雷特，《纽约时报》評論家查爾斯·伊舍伍德（Charles Isherwood）高度讚揚他對角色的清晰刻畫。2013年的9—12月，他在理查·羅傑斯劇院公演的百老匯重演莎士比亞著名悲劇《羅密歐與茱麗葉》中飾演莫枯修，奥兰多·布鲁姆和曾被提名托尼獎的康朵拉·蘿莎德則分別飾演男女主角羅密歐（Romeo）和茱麗葉（Juliet）。
卡瑪格參與演出的舞臺劇還包括《哈姆雷特》（1999—2000年）、《甩底嬌娃》（2002年）、《科利奧蘭納斯》（2005年）、《暴風雨》（2010年）、《皆大歡喜》（2010年）、《櫻桃園》（2011—2012年）、《泰爾親王佩利克爾斯》（2016年）和《光影流情》（2017年）等。

### 影視
2006年，卡瑪格在Showtime犯罪劇情電視劇《嗜血法医》中飾演常設角色布萊恩·莫澤。布萊恩·莫澤化名為魯迪·庫柏（Rudy Cooper），綽號“冰櫃車殺人魔”（"the Ice Truck Killer"），莫澤是反英雄主角戴克斯特·摩根（由米高·C·賀爾飾演）的親生哥哥，也是第1季的主要反派。作為整部影集的首個反派角色，他飾演的莫澤除了受到不少觀眾喜愛之外，更被媒體Den of Geek的尚恩·萊布（Shawn Laib）稱讚為影集中的“最佳反派”。他在第2季和第6季客串飾演該角色。
2007年，他在尼古拉斯·凯奇主演的動作冒险片《國家寶藏：古籍秘辛》中飾演刺殺林肯總統的美國戲劇演員约翰·威尔克斯·布斯（John Wilkes Booth）。2008年，他在榮獲第82屆奥斯卡最佳影片奖的戰爭驚悚片《危機倒數》中飾演約翰·坎布里奇中校（Lieutenant Colonel John Cambridge），坎布里奇中校在片中是伊拉克战争期間軍營的精神科醫師，也是主角之一歐文·艾爾德里奇特技兵（由布莱恩·格拉格提飾演）的輔導員。他在分別於2011和2012年上映的浪漫奇幻片《吸血新世紀4：破曉傳奇上集》和《吸血新世紀4：破曉傳奇下集》中飾演迪納利家族（Denali coven）的其中一位成員以利亞撒·迪納利（Eleazar Denali）。
2012年3月，卡瑪格在CBS律政政治剧《「法」妻》中客串飾演一名紀錄片製作人艾登·斯托達德（Aidan Stoddard）。2013年，他在美加合拍的超自然犯罪劇情電視劇《異天堂》第4季中飾演常設角色韋德·克羅克，韋德是主要角色杜克·克羅克（由艾瑞克·貝福飾演）關係疏遠的同父異母兄弟。2013年11月8日，他自編自導自演的喜剧剧情片《日與夜》在丹佛影展上首映，由於這是他首次執導一部電影，他接受Backstage採訪時表示當一名導演與當演員完全不一樣，拍攝過程中要領導一群明星演員是非常具挑戰性的。2014年，他在CBS犯罪劇情程序劇《基本演绎法》中客串飾演女主角瓊恩·華生醫生（Dr. Joan Watson，由劉玉玲飾演）的舊情人和前醫院同事克里斯·桑托斯（Chris Santos）。
2015年，他在Netflix政治驚悚劇《紙牌屋》中客串飾演一名同性戀權利運動者麥可·科里根（Michael Corrigan）。2016年，他在英美合拍的恐怖劇情電視劇《英國恐怖故事》第3季中飾演常設角色德古拉（Dracula），劇中德古拉是路西法的兄弟，在倫敦假扮成和藹可親的動物學家亞歷山大·斯威特博士（Dr. Alexander Sweet）試圖操縱女主角凡妮莎·艾維斯（由伊娃·格蓮飾演）。2017年，他在Netflix文獻紀錄迷你剧集《苦艾》中主演隸屬於CIA的軍事化学家羅伯特·拉什布魯克博士（Dr. Robert Lashbrook）。2018年，他在改編自英國推想文學作家柴納·米耶維同名小說的BBC Two科幻犯罪劇情迷你影集《被謀殺的城市》中主演一名美國學者大衛·鮑登教授（Prof. David Bowden）。
2018年10月18日，卡瑪格被宣布將在Apple TV+科幻劇情網絡劇《末日光明》中主演主要角色肯恩女王（Queen Kane，由希薇亞·荷克絲飾演）軍隊的將軍塔瑪克提·君恩（Tamacti Jun）。2022年5月27日，他自導自演的西部片《最後的追捕》在先鋒鎮國際影展（Pioneertown International Film Festival）上首映，他接受MovieMaker採訪時透露編劇與執行監製杰森·莫玛本來是兼任導演的，但因為日程安排太緊密的關係摩莫亞無法執導該片，於是就找了要飾演威爾遜警長（Sheriff Wilson）的他來擔任導演。

## 個人生活
卡瑪格在1997年於倫敦莎士比亞環球劇場工作時與著名演員马克·里朗斯合作，繼而認識到馬克的繼女茱麗葉·勞倫斯並跟她成為朋友。他們在2008年11月到市政廳結婚，但經歷了短短四年的婚姻後就在2012年離婚。
2019年7月1日，卡瑪格的荷兰女友希薇亞·范德克洛絲特（Sylvia van der Klooster）在Instagram上宣布懷孕。11月16日，他們的兒子艾蘭·雅各布斯·卡瑪格（Elan Jacobus Camargo）在荷蘭城市阿姆斯特尔芬出生。

## 作品列表

### 電影
| 年份 | 標題                          | 標題        | 角色                | 角色 | 附註           |
| 年份 | 譯名                          | 原名        | 譯名                | 原名 | 附註           |
| ---- | ----------------------------- | ----------- | ------------------- | ---- | -------------- |
| 1999 | 《搶翻天》                    |             | 佩勒姆勳爵          |      |                |
| 1999 | 《壞男孩故事》                |             | 洛爾                |      |                |
| 1999 | 《哈林詠嘆調》                |             | 馬修                |      |                |
| 1999 | 不適用                        |             | 法蘭克·萊恩         |      |                |
| 2000 | 不適用                        |             | 未知                | 未知 | 短片           |
| 2001 | 不適用                        |             | 史都華              |      |                |
| 2001 | 不適用                        | Double Bang | 布萊恩·雅各         |      |                |
| 2002 | 《K-19：寡妇制造者》          |             | 帕維爾·羅堤海軍士官 |      |                |
| 2005 | 不適用                        |             | 吉米·史密斯         |      |                |
| 2006 | 《尋覓愛情》                  |             | 他                  |      |                |
| 2007 | 《道林·格雷的画像》           |             | 亨利·沃頓           |      |                |
| 2007 | 《哭泣》                      |             | 艾力克斯·史考特警探 |      |                |
| 2007 | 《國家寶藏：古籍秘辛》        |             | 约翰·威尔克斯·布斯  |      |                |
| 2008 | 《兩個亨利》                  |             | 亨利·梅             |      |                |
| 2008 | 《危機倒數》                  |             | 約翰·坎布里奇中校   |      |                |
| 2009 | 《陌路姐妹淘》                |             | 傑克森              |      |                |
| 2011 | 《吸血新世紀4：破曉傳奇上集》 |             | 以利亞撒·迪納利     |      |                |
| 2012 | 《吸血新世紀4：破曉傳奇下集》 |             | 以利亞撒·迪納利     |      |                |
| 2013 | 不適用                        |             | 未知                | 未知 |                |
| 2013 | 《木衛二報告》                |             | 丹尼爾·盧森堡       |      |                |
| 2014 | 《日與夜》                    |             | 彼得                |      | 兼任導演和編劇 |
| 2014 | 《羅密歐與茱麗葉》            |             | 莫枯修              |      | 舞臺劇現場錄影 |
| 2015 | 不適用                        |             | 不適用              |      | 短片           |
| 2018 | 不適用                        |             | 羅密歐              |      | 短片           |
| 2019 | 《她不見了》                  |             | 萊爾                |      |                |
| 2021 | 《當代獵巫行動》              |             | 未知                | 未知 |                |
| 2022 | 《為人屍表》                  |             | 安斯帕奇先生        |      |                |
| 2022 | 《最後的追捕》                |             | 威爾遜警長          |      | 兼任導演       |

#### 製作
| 年份 | 標題           | 標題 | 職位 | 職位 | 職位 | 職位 | 附註 |
| 年份 | 譯名           | 原名 | 演員 | 導演 | 編劇 | 監製 | 附註 |
| ---- | -------------- | ---- | ---- | ---- | ---- | ---- | ---- |
| 2005 | 不適用         |      | 否   | 否   | 否   | 是   |      |
| 2014 | 《日與夜》     |      | 是   | 是   | 是   | 否   |      |
| 2022 | 《最後的追捕》 |      | 是   | 是   | 否   | 否   |      |
| 2023 | 《北了》       |      | 否   | 否   | 否   | 執行 |      |

### 電視
| 年份              | 標題                   | 標題           | 角色                        | 角色 | 附註                                               |
| 年份              | 譯名                   | 原名           | 譯名                        | 原名 | 附註                                               |
| ----------------- | ---------------------- | -------------- | --------------------------- | ---- | -------------------------------------------------- |
| 1997              | 《偉大的表演》         |                | 未知                        | 未知 | 独立单元剧；單集：“Henry V at Shakespeare's Globe” |
| 1998              | 《指路明灯》           |                | 馬克·安迪寇特               |      | 未知集數                                           |
| 2002              | 不適用                 | For the People | 保羅·巴巴拉                 |      | 單集：“Nascent”                                    |
| 2002—2003         | 《曼哈頓要塞》         |                | 彼得·維托夫斯基             |      | 2集（未播出）                                      |
| 2003              | 《千面謎城》           |                | 布萊德利·道森               |      | 單集：“Monster's Brawl”                            |
| 2003              | 《失蹤現場》           |                | 佛萊迪·卡坦                 |      | 單集：“The Source”                                 |
| 2003              | 《CSI犯罪現場》        |                | 麥可·伐夫                   |      | 單集：“Invisible Evidence”                         |
| 2004              | 《凱倫·西斯科》        |                | 阿文·沃利                   |      | 單集：“He Was a Friend of Mine”                    |
| 2005              | 《靈感應》             |                | 布萊德·保羅森               |      | 2集                                                |
| 2005              | 《通緝》               |                | 戈登·比安科                 |      | 單集：“Lips Are Lips”                              |
| 2006； 2007，2011 | 《嗜血法医》           |                | 魯迪·庫柏／布萊恩·莫澤      |      | 常設演員；7集； 客串演員；3集                      |
| 2007              | 《日落大道60號演播室》 |                | 飾演凱斯·理查茲的演員       |      | 單集：“The Harriet Dinner”                         |
| 2008              | 《清潔工》             |                | 麥可·戴維斯                 |      | 單集：“To Catch a Fed”                             |
| 2009              | 《法律与秩序》         |                | 威爾遜律師                  |      | 單集：“Crimebusters”                               |
| 2009              | 《数字追凶》           |                | 崔·布拉蒙博士               |      | 單集：“Hydra”                                      |
| 2011              | 《靈媒緝凶》           |                | 傑瑞米·哈斯                 |      | 單集：“Labor Pains”                                |
| 2011              | 《心計》               |                | 亨利·提布斯                 |      | 單集：“Ring Around the Rosie”                      |
| 2012              | 《「法」妻》           |                | 艾登·斯托達德               |      | 單集：“After the Fall”                             |
| 2013              | 《異天堂》             |                | 韋德·克羅克                 |      | 常設演員；6集                                      |
| 2014              | 《基本演绎法》         |                | 克里斯·桑托斯               |      | 單集：“The Adventure of the Nutmeg Concoction”     |
| 2014              | 不適用                 |                | 未知                        | 未知 | 試播集（未發展成影集）；未在片尾字幕中列出         |
| 2015              | 《紙牌屋》             |                | 麥可·科里根                 |      | 2集                                                |
| 2016              | 《英國恐怖故事》       |                | 亞歷山大·斯威特博士／德古拉 |      | 常設演員；7集                                      |
| 2017              | 《苦艾》               |                | 羅伯特·拉什布魯克博士       |      | 迷你剧集；主要演員；6集                            |
| 2017              | 《緝凶：飛機炸彈客》   |                | 喬·柏德蘭                   |      | 單集：“Lincoln”                                    |
| 2018              | 《被謀殺的城市》       |                | 大衛·鮑登教授               |      | 迷你影集；主要演員；4集                            |
| 2018              | 不適用                 |                | 賴瑞·奧蒂斯                 |      | 試播集（未發展成影集）                             |
| 2019—2022         | 《末日光明》           |                | 塔瑪克提·君恩               |      | 主要演員；24集                                     |

#### 製作
| 年份      | 標題   | 標題 | 季   | 職位 | 職位   | 職位 | 職位 | 職位 | 附註   |
| 年份      | 譯名   | 原名 | 季   | 演員 | 開創者 | 導演 | 編劇 | 監製 | 附註   |
| --------- | ------ | ---- | ---- | ---- | ------ | ---- | ---- | ---- | ------ |
| 2004—2005 | 不適用 |      | 未知 | 否   | 否     | 否   | 否   | 執行 | 真人秀 |
| 2006      | 不適用 |      | 1    | 是   | 是     | 否   | 否   | 執行 |        |

### 舞臺劇
| 年份      | 標題                   | 標題 | 角色                 | 角色 | 劇院                     | 附註   |
| 年份      | 譯名                   | 原名 | 譯名                 | 原名 | 劇院                     | 附註   |
| --------- | ---------------------- | ---- | -------------------- | ---- | ------------------------ | ------ |
| 1996      | 《亨利五世》           |      | 劍橋伯爵；奧爾良公爵 | ;    | 戴拉寇特劇院             | [ 6 ]  |
| 1996      | 《天窗》               |      | 愛德華·薩金特        |      | 皇家劇院（）             | [ 7 ]  |
| 1999—2000 | 《哈姆雷特》           |      | 赫瑞修               |      | 公共劇院                 | [ 32 ] |
| 2000      | 《基特·馬羅》          |      | 克里斯托弗·馬洛      |      | 公共劇院                 | [ 8 ]  |
| 2002      | 《甩底嬌娃》           |      | 凡爾賽蒂             |      | 古典舞臺劇團             | [ 34 ] |
| 2005      | 《科利奧蘭納斯》       |      | 科利奧蘭納斯         |      | 傑拉德·W·林區劇院（Gerald W. Lynch Theater）    | [ 35 ] |
| 2008—2009 | 《吾子吾弟》           |      | 喬治·狄佛            |      | 傑拉德·舍恩菲爾德劇院    | [ 9 ]  |
| 2009      | 《哈姆雷特》           |      | 哈姆雷特             |      | 42街杜克劇院（Duke on 42nd Street Theater）         | [ 10 ] |
| 2010      | 《暴風雨》             |      | 艾瑞爾               |      | 哈維劇院（）             | [ 36 ] |
| 2010      | 《皆大歡喜》           |      | 奧蘭多               |      | 哈維劇院                 | [ 37 ] |
| 2011—2012 | 《櫻桃園》             |      | 特羅菲姆夫           |      | 古典舞臺劇團             | [ 38 ] |
| 2013      | 《羅密歐與茱麗葉》     |      | 莫枯修               |      | 理查·羅傑斯劇院          | [ 11 ] |
| 2016      | 《泰爾親王佩利克爾斯》 |      | 佩利克爾斯           |      | 波隆斯基莎士比亞中心（） | [ 39 ] |
| 2017      | 《光影流情》           |      | 羅伯特·埃文斯        |      | 皇家宮廷劇院             | [ 40 ] |

## 獲獎和提名
| 年份 | 獎項                       | 類別         | 提名作品            | 結果 | 附註                            | 來源   |
| ---- | -------------------------- | ------------ | ------------------- | ---- | ------------------------------- | ------ |
| 2008 | ReelHeART國際影展獎        | 最佳男主角   | 《兩個亨利》        | 獲獎 | 與片中的布萊恩·巴恩哈特（Brian Barnhart）平手 |        |
| 2008 | 沙加緬度國際影展獎         | 最佳男主角   | 《兩個亨利》        | 獲獎 |                                 |        |
| 2008 | FilmOut影展獎              | 最佳男配角   | 《道林·格雷的画像》 | 獲獎 |                                 |        |
| 2010 | 美國演員工會獎             | 最佳電影卡司 | 《危機倒數》        | 提名 | 與片中其他演員共獲提名          | [ 41 ] |
| 2010 | 丹佛影評人協會獎           | 最佳群戲     | 《危機倒數》        | 提名 | 與片中其他演員共獲提名          | [ 42 ] |
| 2010 | 金德比電影獎               | 最佳群戲     | 《危機倒數》        | 提名 | 與片中其他演員共獲提名          | [ 43 ] |
| 2023 | 阿美利亞西部影展評審團大獎 | 最佳影片     | 《最後的追捕》      | 提名 |                                 | [ 44 ] |

## 外部連結
- 克里斯汀·卡瑪格在互联网电影资料库（IMDb）上的資料（英文）
- 克里斯汀·卡瑪格在豆瓣上的资料（简体中文）
- 克里斯汀·卡瑪格的Instagram帳戶